# Leisel Jones
Leisel Marie Jones, född 30 augusti 1985 i Katherine, Northern Territory, är en australisk simmare. 
Hon vann som 15-åring silver vid de olympiska sommarspelen 2000 i Sydney på 100 meter bröstsim, ett simsätt som hon vunnit ett flertal medaljer i vid både olympiska spel och världsmästerskap.  Jones har innehaft världsrekorden på både 100 meter och 200 meter bröstsim.

### Fotnoter
1. ↑  ”Leisel Jones Bio, Stats, and Results - Olympics at Sports.reference.com”. sportsreference.com. Sportsreference. Arkiverad från originalet den 20 november 2008. https://web.archive.org/web/20081120091703/http://sports-reference.com/olympics/athletes/jo/leisel-jones-1.html. Läst 21 oktober 2015.